# Hawkinsville
Hawkinsville is een plaats (city) in de Amerikaanse staat Georgia, en valt bestuurlijk gezien onder Pulaski County.

## Demografie
Bij de volkstelling in 2000 werd het aantal inwoners vastgesteld op 3280.
In 2006 is het aantal inwoners door het United States Census Bureau geschat op 4293, een stijging van 1013 (30.9%).

## Geografie
Volgens het United States Census Bureau beslaat de plaats een oppervlakte van
11,6 km², waarvan 11,4 km² land en 0,2 km² water. Hawkinsville ligt op ongeveer 97 m boven zeeniveau.

## Plaatsen in de nabije omgeving
De onderstaande figuur toont nabijgelegen plaatsen in een straal van 32 km rond Hawkinsville.